# ایشمکاراب
ایشمکاراب (Išmekarab) یا ایشنیکاراب (Išnikarab) یکی از خدایان بین‌النهرینی عدالت بود.

## شخصیت
ایشمکاراب خداییان عدالت بود که در جایگاه یک داور الهی توصیف می‌شد و در موردهایی در دستورهای قانونی فرا خوانده می‌شد. در این نقش و نیز در نقش خداییان سوگند، ایشمکاراب می‌توانست با شمش در ارتباط باشد.

### جنسیت
میلاد جهانگیرفر خاطرنشان می‌کند جنسیت ایشمکاراب نامشخص است و در بین محققان در مورد این موضوع اتفاق نظر وجود ندارد.
ویلفرد جی. لمبرت این دیدگاه را که ایشمکاراب مونث بود، «متداول اما بی‌اساس» توصیف می‌کند.

## پرستش
ایشمکاراب برای اولین بار به عنوان عضوی از یک گروه آشوری از خداییانِ داور گواهی می‌شود که در لوحی از کانش، رونوشتی از کتیبه اریشوم یکم، نامشان ذکر شده است.

### در عیلام
ایشمکاراب در یک مقطع زمانی نامشخص (احتمالا دوره بابلی باستان) به عیلام معرفی شد.

## ارتباط پسین
یک نظریهٔ به خوبی تثبیت‌شده، گروه عیلامی اینشوشینک، لاگامال و ایشم-کاراب را با باور متاخر زرتشتیان مرتبط می‌کند که ارواح پس از مرگ توسط مهر، سروش و رشن قضاوت می‌شوند. با این حال، این دیدگاه به طور عمومی پذیرفته نشده و به این نکته اشاره شده است در حالی که نام هم سروش و هم ایشمکاراب از نظر ریشه‌شناسی با شنیدن مرتبط است، ماهیت رشنو و لاگامال به نظر نمی‌رسد که مشابه باشند. ناتان واسرمن به علاوه این پرسش را مطرح می‌کند که آیا این سه خدا را می‌توان دقیقاً مانند داوران زرتشتی، یک سه‌گانه در نظر گرفت.